# Віган Атлетік
Ві́ган Атле́тик (англ. Wigan Athletic) — професіональний англійський футбольний клуб з міста Віган. Заснований 1932 року і зараз є наймолодшим клубом у Прем'єр-Лізі. До 1932 року у Вігані, який славетний своїми досягненнями у регбіліг, розпалися п'ять футбольних команд. «Атлетик» потрапив до системи футбольних ліг лише через 46 років свого існування. Клуб виступає у вищій лізі англійського футболу з 2005 року.
У своєму першому сезоні у Прем'єр-Лізі клуб зайняв 10-е місце. На початку клуб видав феноменальну серію, як для новачків, обігравши протягом трьох місяців «Евертон», «Болтон Вондерерз», «Ньюкасл Юнайтед», «Астон Віллу», «Фулхем» та «Портсмут». Перший матч у своєму прем'єрному сезоні «Віган» грав удома проти чемпіона попереднього сезону — «Челсі». Лондонська команда вирвала перемогу на 94-й хвилині завдяки голу Ернана Креспо. Того ж року віганці дійшли до фіналу Кубка Ліги, де були розгромлені «Манчестер Юнайтед» 4:0. У пів-фіналі цього турніру «Атлетик» вибили «Арсенал».
В останній трансферний день зимового міжсезоння «Віган» оголосив про оренду гравця донецького «Шахтаря» Марсело Морено до кінця сезону 2009—10.

## Склад команди
| №  | Поз. | Нац.              | Гравець          |
| -- | ---- | ----------------- | ---------------- |
| 1  | ВР   | Англія            | Річард О'Доннелл |
| 3  | ЗХ   | Англія            | Ендрю Тейлор     |
| 4  | ЗХ   | Англія            | Девід Перкінс    |
| 5  | ЗХ   | Монтсеррат        | Донервон Деніелс |
| 6  | ПЗ   | Англія            | Макс Пауер       |
| 7  | ПЗ   | Ірландія          | Кріс Макканн     |
| 8  | ПЗ   | Польща            | Адріан Пужицький |
| 9  | НП   | Північна Ірландія | Вілл Грігг       |
| 10 | НП   | Північна Ірландія | Біллі Маккай     |
| 11 | НП   | Англія            | Санмі Оделусі    |
| 13 | ВР   | Англія            | Лі Ніколлс       |
| 14 | ПЗ   | Уельс             | Емір Г'юз        |
| 16 | НП   | Англія            | Раян Дженнінгс   |
| 17 | ПЗ   | Англія            | Джордан Флорес   |

| №  | Поз. | Нац.       | Гравець            |
| -- | ---- | ---------- | ------------------ |
| 18 | ПЗ   | Англія     | Тім Чау            |
| 19 | ПЗ   | Шотландія  | Дон Кауї           |
| 20 | ЗХ   | Уельс      | Крейг Морган       |
| 23 | ЗХ   | Гондурас   | Хуан Карлос Гарсія |
| 24 | ЗХ   | Англія     | Джеймс Перч        |
| 25 | ЗХ   | Англія     | Леон Барнетт       |
| 28 | ЗХ   | Англія     | Джейсон Пірс       |
| 38 | НП   | Англія     | Сем Косгроув       |
| 42 | НП   | Англія     | Грант Голт         |
| 44 | НП   | Англія     | Луїс Роблес        |
| —  | ЗХ   | Англія     | Ріс Джеймс         |
| —  | ЗХ   | Англія     | Джонджо Кенні      |
| —  | ПЗ   | Португалія | Франсішку Жуніор   |
| —  | НП   | Уельс      | Крейг Девіс        |

## Титули та досягнення
- Чемпіонат Футбольної Ліги (другий рівень):
  - Друге місце (1): 2004—05

- Кубок Англії з футболу
  - Переможець (1): 2012-2013

- Друга футбольна ліга (третій рівень):
  - Переможець (4): 2002-03, 2015-16, 2017-18, 2021-22

- Третя футбольна ліга (четвертий рівень):
  - Переможець (1): 1996—97

- Кубок Футбольної Ліги:
  - Фіналіст (1): 2006

- Трофей Футбольної Ліги:
  - Переможець (2): 1985, 1999